# 鄭楹
鄭楹（越南语：／，1720年12月4日—1767年2月15日），又名鄭櫿，是越南後黎朝晚期的重要政治人物，也是鄭氏政權的第九代領袖（1740年－1767年），封號明都王（越南语：／）。

## 生平
鄭楹是鄭棡的第四子，保泰元年十一月初五日（1720年12月4日）出生。鄭楹的長兄鄭杠是鄭氏政權的第八代領袖。鄭杠統治暴虐，激起民眾的反抗。
永佑二年（1736年），由於鄭杠當時尚無子嗣，鄭楹被立為王太弟，封欽差各處水步諸軍太尉恩國公，開亮國府，統攝政務。永佑六年（1740年）正月，在王太妃武氏的支持下，阮貴憼、阮公寀、武公宰等僚臣推翻鄭杠，擁立鄭楹為主。鄭楹晉封為元帥總國政明都王，而以鄭杠為太上王。
景興三年（1742年），鄭楹晉封為大元帥尙師明王。景興十六年（1755年），晉封為大元帥總國政尙師上父英斷文治武功明王。
鄭杠在位期間，越南北方民眾與鄭氏政權的矛盾依然不斷加深，民眾紛紛起兵，後黎朝皇族、將軍、士族也紛紛起兵反對鄭氏家族的暴政，史稱北河農民起義。其中最為出名的叛軍首領有阮有求、阮名芳、黎維、黃公質等。在將軍黃五福等將軍的幫助下，鄭楹親自出征，先後鎮壓了這些叛亂，暫時鞏固了鄭氏政權的統治。
鄭楹在位期間，文有阮貴憼、阮公寀等大臣輔佐，武有黃五福、范廷重等將軍的幫助，北河開始復興。
與其他鄭主不同的是，鄭楹尊重後黎朝的皇帝，認為自己僅僅只是大臣而已。鄭楹曾經推辭群臣給自己上的尊號，認為這有僭越之嫌。
景興二十八年正月十七日（1767年2月15日），鄭楹病逝，壽四十八歲，子鄭森嗣立。諡號紹基，廟號毅祖（越南语：／），尊封為恩王（越南语：／）。歷代累加美字為神謀睿算盛德放勳洪慈達孝宏謨大烈闡猷基績定武開平迪文敷訓遠謨厚澤恩王。

## 作品
郑楹的诗作由潘黎藩编辑为《乾元御制诗集》，共四卷。

## 家族
- 父：僖祖仁王鄭棡
- 母：慈德太妃武氏玉源

- 同母兄：鄭杠

- 妃：
  - 慈澤太妃阮氏玉焰（阮廷資[5]之女）[6]
  - 莊貞正妃阮氏玉榮（鄭棆（原名阮茂瑜）之女[7]）[1]
- 子：
  - 敏慧公鄭橍[1]
  - 聖祖盛王鄭森
  - 紹郡公鄭棣[8]
- 女：
  - 長上仙花公主鄭氏玉潤（嫁太子黎維禕）[9][1]
  - 郡主鄭氏玉𣞶（嫁明武侯武廷明）[1]
  - 郡主鄭氏玉敬（嫁典郡公黃廷寶）[1]
  - 郡主鄭氏玉棪（嫁恭武侯阮廷恭）[1]

## 腳註
1. ↑  〈鄭氏世家〉原文作「簡宗庚子龍德二年十一月初五誕生。」，惟後黎朝並無簡宗，純宗簡皇帝的年號龍德也無庚子年。後段句有「景興丁亥二十八年正月初八日薨，壽四十八。」，以逝世年推算出生年該為黎裕宗庚子保泰元年。[1]